# Млике
Млике или Млика (на албански: Mlikë или Mlika; на сръбски: Млике или Mlike) е село, разположено в областта Гора, в община Драгаш (Шар), Косово.

## География
Селото е разположено на юг от общинския център Драгаш.

## История
Васил Кънчов отбелязва през 1900 година Млике сред селата в Гора, населени от българи мохамедани, наричани торбеши. Броят на къщите е 50.
След Междусъюзническата война селото попада в Албания. Според Стефан Младенов в 1916 година Млѝка е българско село с 60 къщи.
На етническата си карта на Северозападна Македония в 1929 година Афанасий Селишчев отбелязва Бегите (Беглере) като българско село на мястото на Диканце или Млике.
В миналото си селото е било известно с майсторите си на боза и халва.
В Млике се празнува Гергьовден (Джурджев дан) с хора, но под съпровода на зурли и тъпани – традиционните за мюсюлманите музикални инструменти.
Ал ага джамия в Млика, която е от XIII век е обявена за паметник на културата.

## Личности
- Рустем Ибиши – бивш председател на Гражданска инициатива за Гора и депутат[6]